# Harry Schüssler
Harry Schüssler (ur. 24 czerwca 1957 w Malmö) – szwedzki szachista, arcymistrz od 1988 roku.

## Kariera szachowa
Od połowy lat 70. do końca 80. należał do ścisłej czołówki szwedzkich szachistów. Dwukrotnie zdobył tytuł indywidualnego mistrza kraju, w latach 1976 oraz 1978 (wraz z Nilsem-Gustafem Renmanem). Pomiędzy 1976 a 1988 rokiem sześciokrotnie wystąpił na szachowych olimpiadach, w roku 1980 zdobywając srebrny medal za indywidualny wynik na IV szachownicy. Oprócz tego dwukrotnie (1980, 1989) reprezentował Szwecję w drużynowych mistrzostwach Europy.
Pierwszy sukces na arenie międzynarodowej odniósł na przełomie 1972 i 1973 roku, zajmując III miejsce w tradycyjnym turnieju juniorów w Hallsbergu. W 1975 reprezentował Szwecję w mistrzostwach świata juniorów do lat 20 rozegranych w Tjentište, zajmując (wraz z Adamem Kuligowskim) V-VI miejsce. W 1978 zwyciężył w kołowym turnieju w Eksjö, na przełomie 1978 i 1979 r. zajął I miejsce w turnieju Rilton Cup w Sztokholmie, natomiast w 1979 r. podzielił II-III miejsce (wraz z Włodzimierzem Schmidtem w Kilonii. W kolejnych latach odniósł następujące sukcesy: II-III m. (wraz z Bojanem Kurajicą) w Hamburgu (1980), II m. w Reykjaviku (1981, mistrzostwa krajów nordyckich), I m. w Gausdal (1983), dzielone I m. w Malmö (1986) oraz dzielone II m. w Kopenhadze (1988).
Najwyższy ranking w karierze osiągnął 1 lipca 1989 r., z wynikiem 2540 punktów dzielił wówczas 82-85. miejsce na światowej liście FIDE, jednocześnie zajmując 3. miejsce (za Ulfem Anderssonem i Ferdinandem Hellersem) wśród szwedzkich szachistów.